# Beaumont-le-Roger
Beaumont-le-Roger è un comune francese di 2 991 abitanti situato nel dipartimento dell'Eure nella regione della Normandia.

## Società

### Evoluzione demografica
Abitanti censiti